# Педипулятор

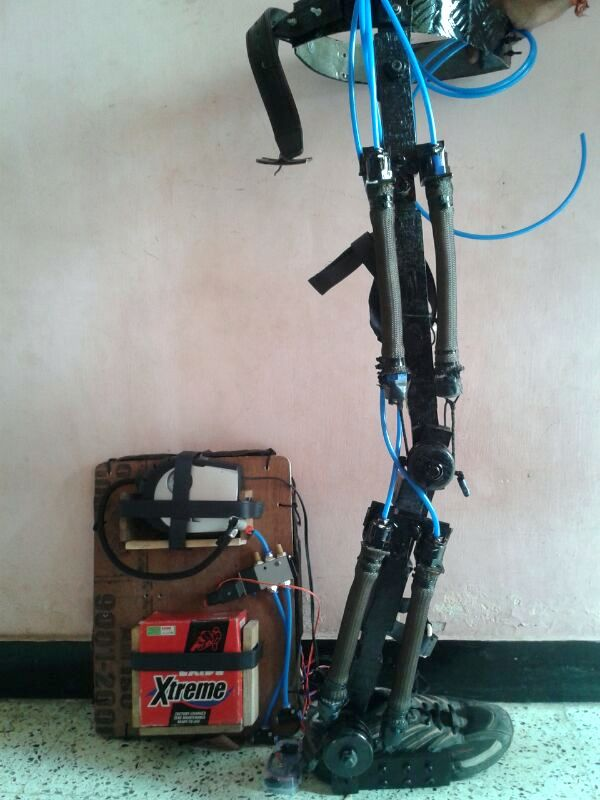
Пневматическая роботизированная нога

Педипулятор (от лат. pes, pedis — нога) — функциональная подсистема двигательной системы подвижного робота, которая отвечает за его перемещение в пространстве путём воспроизведения функций опорно-двигательного аппарата биологических объектов: человека, животных и т. п.
Локомоция с помощью опорных конечностей (ходьба, бег, прыжки и т. п.) является наиболее естественным способом движения для большинства живых существ, однако в технике она пока не получила широкого распространения, главным образом, из-за сложности с реализацией функций управления такой системой. Несмотря на то, что по своему внешнему техническому воплощению педипуляторы весьма близки к своим широко распространённым аналогам — манипуляторам, их значение и перспективная область применения выходят за рамки робототехники.
Тем не менее, с прикладной точки зрения передвижение робототехнической платформы шагающим способом представляет весьма определённый инженерно-научный интерес, прежде всего, в задачах перемещения по пересечённой местности с препятствиями. В этом аспекте такой движитель имеет ряд преимуществ над традиционными колёсно-гусеничными компоновками, например, он более экономичен и даёт возможность резко увеличить общую проходимость подвижной платформы. Однако, при движении по гладкой или подготовленной поверхности он уступает по экономичности, скорости и простоте управления колёсному транспорту.